# 磁気ディスク装置
磁気ディスク装置とは、ハードディスクドライブを内蔵または、磁気ディスクパックを扱う補助記憶装置を指す。
装置内には、制御ボード、電源装置、インターフェースなどが組み込まれている。

## ハードディスクドライブ型磁気ディスク装置
ハードディスクを記憶部とし、制御ボード、電源装置、インターフェースなどが組み込まれている。
使用されるドライブ数は1台から12台程度が多い。また、ドライブの交換を容易にするため、トレイ上にドライブが設置され、RAIDタイプの物では運転中にディスク交換が可能なホットスワップ機能を持った物もある。

### 使用ドライブ
- 8インチ - 大型汎用コンピュータ用
- 5インチ - 大型汎用コンピュータ用
- 3.5インチ - 1990年代以降現在までのデスクトップパソコンやサーバ、ワークステーション用
- 2.5インチ - 近年の省スペースデスクトップパソコンやノートパソコン用

ドライブについてはハードディスクドライブ参照の事。

### 障害対策
複数ハードディスクをあわせて容量の大きい仮想ドライブとしての利用や障害対策を行うものをRAIDという。

## パック型磁気ディスク装置

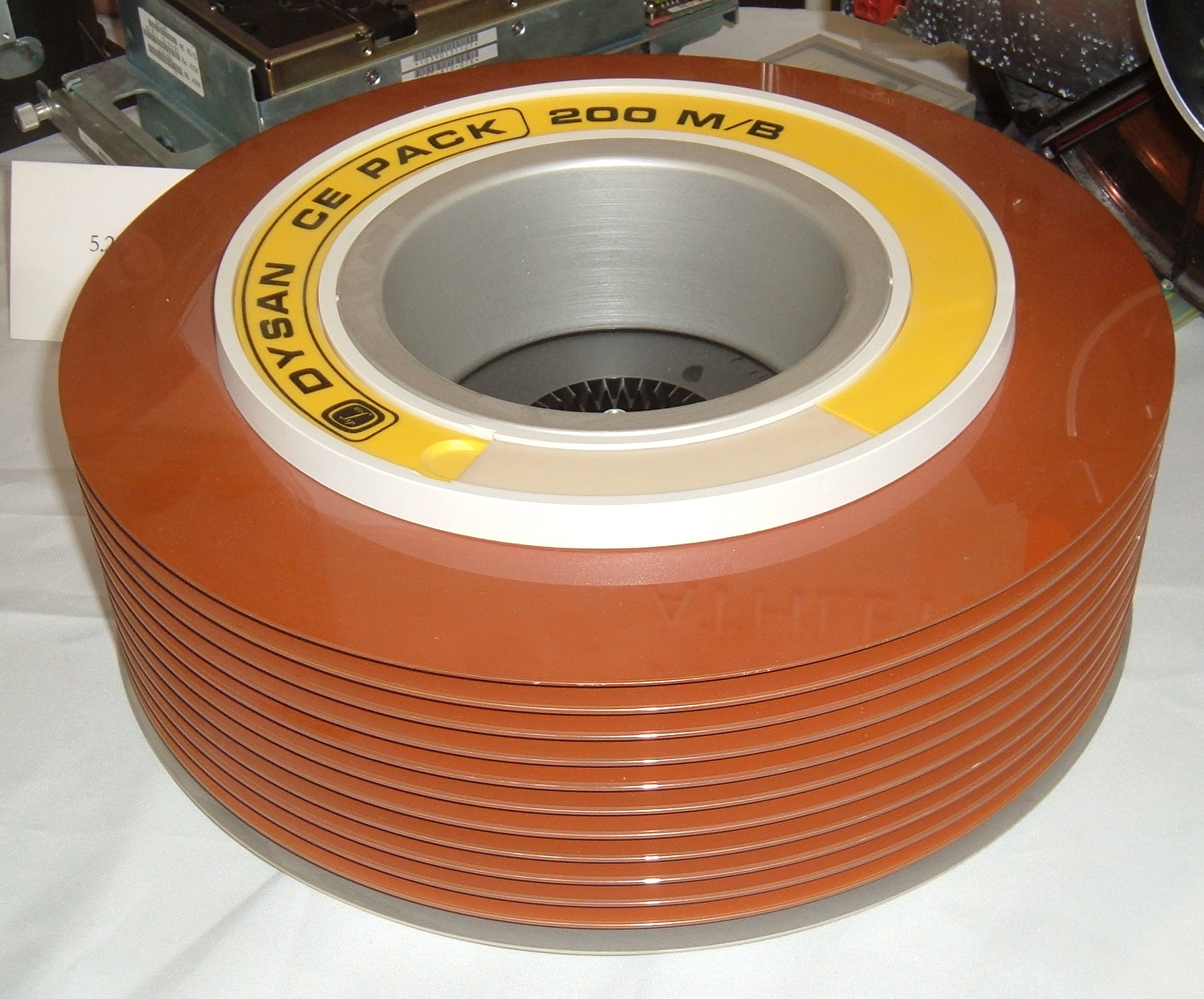
200MBのディスクパック。カバーを外した状態

1956年にIBMがはじめてハードディスクを発売した。直径24インチのディスクを50枚使い、その容量は5MB。
1980年代初頭までの大型汎用コンピュータではプラッタの交換ができるものもあったが（ディスクパックと呼ばれた）、現在のハードディスクは大容量化によってデータの読み取り書き込みを迅速に行う必要が生じ、回転速度の高速化及び回転精度の向上が求められるようになった。これにより、プラッタを取り外したり交換したりすることはできなくなった。
密閉型とは違い磁気ヘッドがプラッタの回転前からプラッタ上になく、プラッタの回転速度が上がってからプラッタ上にヘッドが突出する。この為、密閉型のように磁気ディスクパックのプラッタ上に潤滑剤が塗られていない。
ハードディスクを記憶部とし、制御ボード、電源装置、インターフェースの他に、エアーブロー、エアーフィルター、ボイスコイルモーター、交換が可能な磁気ヘッドなどが組み込まれている。
使用されるドライブ数は1台。
ディスクパックは、数枚から10数枚の媒体をヘッドの入る間隔をあけて重ねたもので、背の低いコップを伏せたような形状のプラスチックカバーに入れて保管する。使うときはディスクの装填されていないディスク装置のふたを開け（このとき、磁気ヘッドはディスクの外側に退避している）、カバーをかぶせたままパックを装置に入れて固定、ふたを閉めてスピンドルの回転・ヘッドのエンゲージといった手順を要するもので、交換にはかなりの時間がかかったため、頻繁に交換するような使い方はしないのが普通であった。
小型のものは10M程度、大型のものは100M/200Mのものがよく使われていた（1980年代）。
プラッタ（ディスクパック）は高価なため、若干の不良部分は、そこをスキップするように（バッドトラック処理）不良箇所を指定することで、可能な限り寿命を伸ばすことも行なわれていた。

### 記録密度
プラッタ上の記録密度は、密閉型に比べ大幅に低い。ヘッドとの距離は密閉型より若干大きいが、タバコの煙の粒子より狭い為、ハードディスク装置内部は複数のエアフィルターを組み合わせて半導体製造工場並みのクリーン度を実現している。

### 寿命
プラッタその物の寿命が製品寿命となる。おおよそ3年から5年程度。磁気ヘッド、フィルターなどは交換が可能であるため、メンテナンス、オーバーホールなどにより装置寿命は極めて長い。

### 可動部
ハードディスク装置の場合、可動部は大きく分けて磁気ヘッドを動かすリニアモーター、スピンドルと呼ばれているプラッタを回転させるモーターの2種類に分類できる。

#### 磁気ヘッド
磁気ヘッドはプラッタと呼ばれる円盤の面に対し1面に対し1本のアームが張り出し、1個の磁気ヘッドが置かれている。
このアームの稼働は、ボイスコイルと呼ばれるモーターで直接的に駆動する。
他にアームを油圧で移動させるものもあった。
磁気ディスクパック上の1面は磁気ディスク上の位置を知ったり、回転速度を知るためのコントロール面になっている。
磁気ヘッドは全数一括して動くため、全ヘッドがディスク媒体の同一半径上のトラックを記録再生することになる。この複数トラックをまとめてシリンダと称した。そのため、ディスク上の領域を物理的に参照する際にはシリンダ - ヘッド - セクタ (C-H-S) の3階層で管理する習慣ができ、これは固定ディスク（ハードディスク）時代になっても長らく踏襲された。

#### スピンドル
スピンドルはスピンドルモーターと呼ばれる物で稼働する。基本的にはベルト駆動と呼ばれ、ベルトで回転を伝えている。

## インタフェース
メインフレームとの接続は、各社独自の方式で行なわれるのが普通であった。System/360ではオープンアーキテクチャとしてS/360チャネルコントロールワード（CCW）を公開したため、プラグコンパチブルをうたうIBM互換機には互換があるものもあった。現在は物理インタフェースはFICONなどファイバーチャネル化が進んでいる。
一方、パーソナルコンピュータとのインタフェースは、SCSIの他には、古くはSASIやIDE、現在はUSBやATA、シリアルATAなどが用いられる。外付けドライブとして拡張する場合は特にSCSIが利用されてきたが、近年ではUSBやIEEE 1394とIDEの変換を外付けドライブ内で行い接続するのが一般的になってきた。なお、ネットワークからTCP/IPで直接アクセスできるようにしたNASやiSCSI接続で接続可能なハードディスク装置もある。